# Wolna Partia Demokratyczna
Wolna Partia Demokratyczna (niem. Freie Demokratische Partei, FDP) – liberalna partia polityczna w Niemczech, utworzona w 1948 r.

## Historia
FDP powstała w 1948 r. w miejscowości Heppenheim w zachodniej strefie okupacyjnej Niemiec, jako zjednoczenie wszystkich partii liberalnych. Jej pierwszym przewodniczącym był późniejszy pierwszy prezydent RFN Theodor Heuss. Ideą zjednoczenia było przezwyciężenie podziału wśród liberałów, spowodowanego przez kanclerza Ottona von Bismarcka.
Liberałowie z FDP współrządzili w Niemczech. W 1949 roku zawarli koalicję z chadecką CDU i prawicową DP udzielając poparcia gabinetowi Konrada Adenauera. Wraz z chadekami kierowali państwem do 1966 roku (z przerwą w latach 1957–1961, gdy CDU dysponowała absolutną większością w Bundestagu). Byli jedyną liczącą się siłą opozycyjną wobec tzw. wielkiej koalicji CDU i socjaldemokratycznej SPD. W 1969 r. poparli w głosowaniu parlamentarnym kandydata SPD na prezydenta (był nim Gustav Heinemann), co było dużym zaskoczeniem dla Niemców przyzwyczajonych widzieć FDP jako „przybudówkę” do partii Adenauera. Wspólna akcja z SPD była zaczątkiem współpracy parlamentarnej w gabinecie koalicyjnym Willy’ego Brandta. FDP uzyskała wówczas wpływ na politykę zagraniczną (jej przedstawiciel Walter Scheel został ministrem) i sprawy wewnętrzne (tutaj na czele resortu stanął Hans-Dietrich Genscher). W 1974 roku SPD „odwdzięczyło” się popierając kandydaturę Waltera Scheela na prezydenta RFN. Koalicja z socjaldemokratami rozpadła się w 1982 roku. Od tej pory aż do 1998 roku FDP tworzyła wspólnie z CDU/CSU koalicyjny rząd Helmuta Kohla. Następnie pozostawała w opozycji do 2009 roku, kiedy ponownie stworzyła z chadecją koalicyjny gabinet – drugi rząd Angeli Merkel.
W wyborach w 2013 roku liberałowie nie przekroczyli progu wyborczego i, po raz pierwszy, nie znaleźli się w Bundestagu (otrzymali 4,8% głosów).
W wyborach w 2017 roku ugrupowanie odniosło sukces, wracając po 4 latach do Bundestagu. Uzyskało wynik 10,7%.

## Działalność
Ogół członków i zwolenników FDP można podzielić na lewicowych liberałów i konserwatywnych liberałów.
Lewicowi liberałowie występują przede wszystkim w sprawie praw obywatelskich, natomiast konserwatyści są przede wszystkim za neoliberalizmem, kładąc nacisk na sprawy gospodarcze. Elementem ich łączącym jest idea wolności niepodzielnej. Wspólne dla nich jest krytyczne nastawienie wobec państwa, a zwłaszcza biurokracji.
Partia postuluje liberalizm w dziedzinie światopoglądowej. Motto partii to: „Tak dużo państwa, ile jest niezbędne, tak mało państwa, jak to jest możliwe”. W ten sposób partia próbuje maksymalnie ograniczyć ingerencję państwa w życie obywateli.
Centralnym celem partii jest tworzenie miejsc pracy poprzez zachęcanie przedsiębiorstw do inwestycji, co powinno zostać osiągnięte przez redukcję biurokracji, prywatyzację, deregulację, likwidację subwencji i reformę podatkową. Zadłużenie państwa powinno zostać zredukowane, a w globalizacji partia widzi ogromną szansę dla Niemiec. Opowiada się za podatkiem dochodowym progresywnym przy jednoczesnym obniżeniu progów podatkowych, postuluje ograniczenie wydatków państwowych na świadczenia socjalne, opowiada się za częściową prywatyzacją szkolnictwa i służby zdrowia, tam, gdzie ich utrzymywanie za bardzo obciąża budżet.
W obszarze polityki edukacyjnej FDP jest za wsparciem edukacji przedszkolnej dzieci. Już w czwartym roku życia dzieci powinny przystąpić do testu językowego, który umożliwi rozpoznanie trudności językowych, np. u dzieci ze środowisk imigranckich i zlikwidowanie ich w tzw. klasach startowych.

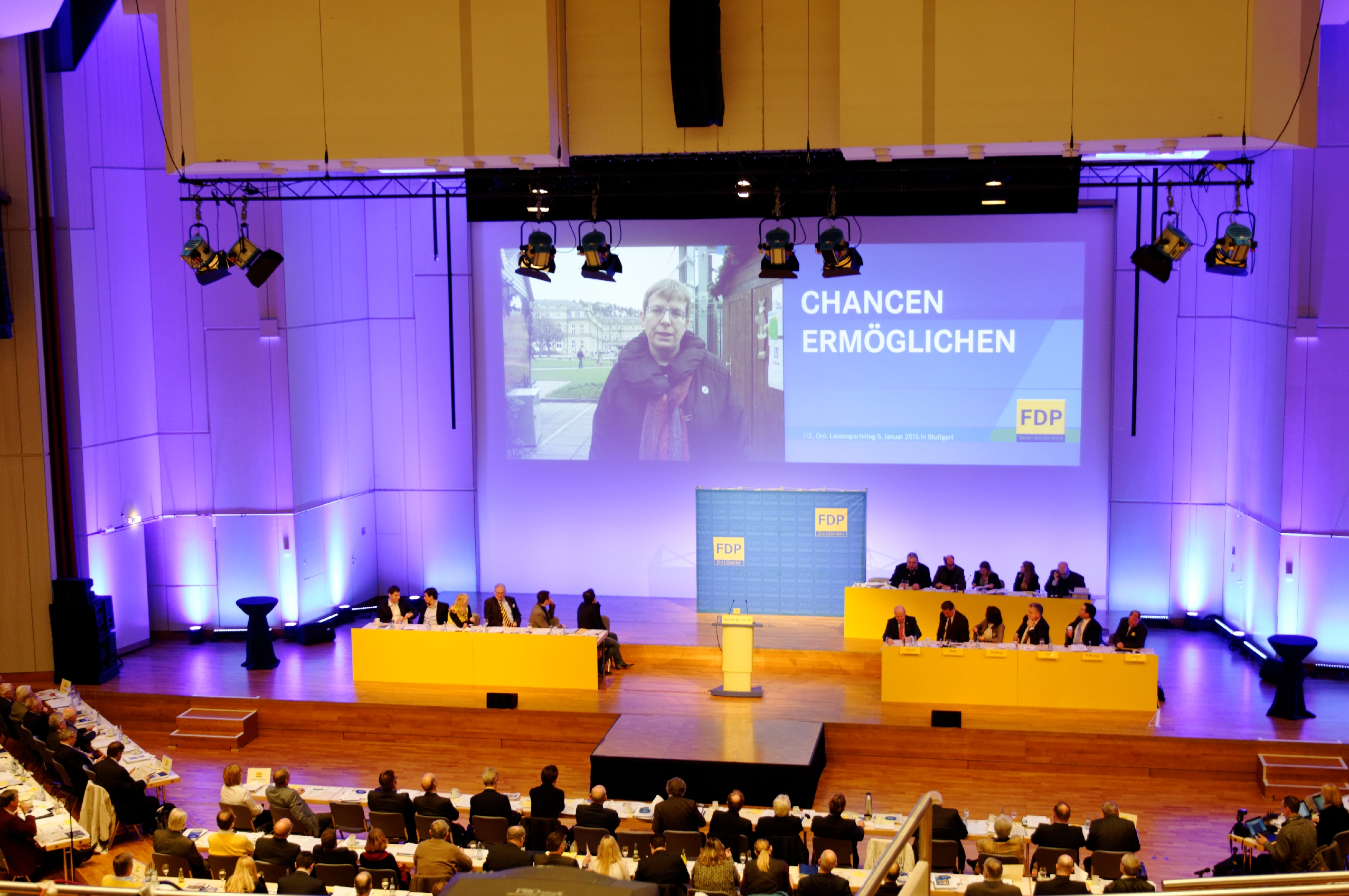
Konwencja FDP

W polityce energetycznej partia proponuje połączenie odnawialnych źródeł energii z tradycyjnymi, jak węgiel czy gaz, jednocześnie krytykuje wzrost wykorzystania energii jądrowej.
Kolorami FDP są żółty i magenta.

### Przewodniczący FDP
- 1948–1949: Theodor Heuss
- 1949–1954: Franz Blücher
- 1954–1957: Thomas Dehler
- 1957–1960: Reinhold Maier(inne języki)
- 1960–1968: Erich Mende
- 1968–1974: Walter Scheel
- 1974–1985: Hans-Dietrich Genscher
- 1985–1988: Martin Bangemann
- 1988–1993: Otto Graf Lambsdorff
- 1993–1995: dr Klaus Kinkel
- 1995–2001: dr Wolfgang Gerhardt
- 2001–2011: dr Guido Westerwelle
- 2011–2013: Philipp Rösler
- 2013–2025: Christian Lindner
- od 2025: Christian Dürr

### Fundacje powiązane z FDP
- Friedrich-Naumann-Stiftung (ogólno-federalna)
- Karl-Hermann-Flach-Stiftung(inne języki) (Hesja)
- Thomas-Dehler-Stiftung(inne języki) (Bawaria)
- Reinhold-Maier-Stiftung(inne języki) (Badenia-Wirtembergia)
- Karl-Hamann-Stiftung(inne języki) (Brandenburgia)
- Arno-Esch-Stiftung (Meklemburgia-Pomorze Przednie)
- Rudolf-von-Benningsen-Stiftung(inne języki) (Dolna Saksonia)
- Wolfgang-Döring-Stiftung(inne języki) (Nadrenia Północna-Westfalia)
- Wilhem-Külz-Stiftung (Saksonia)
- Erhard-Hübener-Stiftung(inne języki) (Saksonia-Anhalt)